# Alois Englander
Alois Gottfried Englander (* 13. Mai 1907 in Prag, Österreich-Ungarn; † 13. Februar 1996 in Wien) war ein österreichischer Verleger, Diplomat, Umweltschützer und Politiker.

## Kindheit und Jugend
Alois Gottfried Engländer entstammte einer prominenten österreichischen Familie mit adeligen Wurzeln in Tirol. Sein Vater Adolf Engländer war Mitglied des Vorstandes der Creditanstalt (damals die größte Bank in Österreich-Ungarn, später: Creditanstalt-Bankverein) in Wien und Direktor aller Filialen der Creditanstalt in Böhmen. Seine Mutter Louise Hofmann war die Tochter eines Statthaltereirats in Prag.
Nach einer turbulenten Jugend in Prag, bei dem die zur deutschen Minderheit zählende Familie auch die schweren Krawalle der tschechischen Mehrheit gegen die kleine, rund 10 % zählende deutsche Minderheit erlebt hatte, studierte Engländer ab 1925 Rechtswissenschaften an der Karls-Universität Prag, trat dann in die Böhmische Escompte-Bank und Credit-Anstalt in Prag ein und schloss schließlich noch einige Semester an der Medizinischen Fakultät an.

## Berufsleben und Emigration
1934 trat er der in Österreich inzwischen für illegal erklärten und verfolgten Sozialdemokratischen Partei (SdPA) bei und unterstützte deren Kampf für die Wiederherstellung verfassungsgemäßer Zustände mit einer Spende von 20.000,-  öS, damals eine sehr große Summe. 1936 übersiedelte er nach Wien, er war nach 1918 immer auch österreichischer Staatsbürger geblieben, und kaufte die Buchhandlung Wilhelm Frick am Graben in der Wiener Innenstadt.
In Wien gründete er den gleichnamigen Verlag und trug über Jahrzehnte wesentlich zum Kulturleben der Stadt und des Staates bei. Zu den von ihm verlegten Autoren gehörten: Thomas Mann, Rudolf Czernin und Franz Josef Czernin, Ludwig Windischgraetz, Anton Wildgans, sämtliche Werke von Maria Augusta Trapp, H. C. Artmann, John F. Kennedy, John Gunther, Robert Jungk, Agnes de Mille, Marian Anderson, Harald Kreutzberg etc. Zugleich gründete er das „Theater für junge Leute“, das im Theater an der Wien spielte. Von Ernst Lothar pachtete Engländer im Februar 1938 das Theater in der Josefstadt und brachte dort das Stück „Napoleon“ von Ferdinand Bruckner mit damals unbekanntem Regisseur und Ensemble heraus. Der Erfolg des Stückes, das auf die Diktatur Hitlers in Deutschland anspielte, war groß. Die bereits geplanten Übernahme ins Repertoire des Theaters in der Josefstadt wurde durch den Einmarsch der Hitlertruppen in Österreich verhindert.
Engländer, auf Grund seines jüdischen Großvaters, des Arztes Adolf Engländer, von den Nazimachthabern als „Mischling 2. Grades“ (Vierteljude) eingestuft und damit, der Nazi-Gesetzgebung entsprechend, von allen kulturellen Betätigungen ausgeschlossen, musste Buchhandlung und Verlag abgeben. Er kehrte daraufhin zurück nach Prag und kümmerte sich dort u. a. um politische Flüchtlinge aus Österreich. Er beteiligte sich auch an der Herstellung und Finanzierung des Antinazidokumentarfilms „Crisis“, der 1939 bei der Weltausstellung in New York uraufgeführt wurde.
Nach dem Einmarsch der deutschen Armee in Prag emigrierte Engländer 1940 zunächst über Polen und das Baltikum nach Schweden und schließlich über die UdSSR, China und Japan in die USA, fortan nannte er sich Englander. 1946 erhielt er die US-amerikanische Staatsbürgerschaft.
Von 1940 bis 1943 lebte er in New York, wo er sich u. a. um die Organisation der Exilösterreicher verdient machte. Er gründete die „Assembly for a Democratic Austrian Republic“, deren Vizepräsident er auch bis 1943 war. Dieser Verein zur Wiederherstellung einer demokratischen Republik in Österreich (Präsident Fritz Rager), gab u. a. die Zeitschrift „Freedom for Austria“ heraus. Englander engagierte sich auch in der „Austrian Action“ des Ferdinand Czernin als Vizepräsident. Beruflich war er Teilhaber der Film Unit Inc. und produzierte u. a. eine englischsprachige Neubearbeitung des Stummfilms „Panzerkreuzer Potemkin“ von Sergej Eisenstein. Als freiwilliges Mitglied schloss er sich der New Yorker Berufsfeuerwehr an.
Von 1943 bis 1945 lebte Englander in Hollywood, wo er in der Strickwarenfabrik von Julius Altmann tätig war. Der California State Guard gehörte Englander als Freiwilliger an. 1945 nach New York zurückgekehrt, gründete er die „Paramount Printing & Publishing Company“, die sich mit der Herausgabe von Büchern meist österreichischer Autoren für die US-Kriegsgefangenenlager befasste. Eine seiner Autorinnen war die Opernsängerin Lotte Lehmann. Nach Kriegsende zählte er zu den Gründern der „Austrian - American Chamber of Commerce“ in New York, die den Handel des wiedererstandenen Österreich mit den USA wieder ankurbelte.
Ab 1946 arbeitete Englander, der inzwischen auch US-Staatsbürger geworden war (Doppelstaatsbürgerschaft) und seinen Namen von Engländer auf Englander anglisiert hatte, auch beim UN-Flüchtlingswerk. Er wurde zum „Deputy Director“ eines „displaced persons camp“ mit dem „assimilated rank“ eines „Brigadier General“ ernannt. 1947, also zum ersten möglichen Zeitpunkt, kehrte Englander nach Wien zurück und übernahm die „geraubte“ Buchhandlung und den Frick Verlag wieder. In der Folge publizierte er jahrzehntelang die Zeitschriften „Eine Welt der Vereinten Nationen“ und „EFTA“. Bis 1995 erschien das von ihm verlegte Jahrbuch „Vienna today“, ein englischsprachiger Wienführer; Erstausgabe 1958. Englander publizierte auch zahlreiche Viennensia, z. B. ein Buch über die Wiener Philharmoniker und eines über das Wiener Ballett, die Erstausgabe von H.C. Artmann und das amtliche österreichische Bäderbuch.
1948 heiratete Englander die Prager Schauspielerin Lida Matouskowa, mit der er zwei Töchter (Juno Sylva und Lucky Viola) hatte. 1948 verlor er durch die Machtergreifung der Kommunisten in der CSSR seine Geburtsstadt zum 2. Mal und wurde endgültig zum Wiener. Er engagierte sich von 1948 bis 1989 für Flüchtlinge aus Osteuropa, besonders aus der CSSR. Gemeinsam mit dem Bundesministerium für Auswärtige Angelegenheiten gründete  Englander die „Österreichische Gesellschaft für Außenpolitik und Internationale Beziehungen“, deren Kuratoriumsmitglied er noch lange war.

## Politische Arbeit
1958 wurde Englander zum Honorarkonsul von Honduras in Wien ernannt und anschließend auch ständiger Vertreter von Honduras bei der Internationalen Atomenergieorganisation (IAEO) in Wien. Damit erlangte er Diplomatenstatus. Vom Atombefürworter zum überzeugten Atomgegner geworden, erreichte er, dass Honduras Ende der 60er Jahre als erstes Land aus der IAEO austrat. 1968 nahm er am gewaltlosen Widerstand gegen die Beendigung des „Prager Frühlings“ in Prag teil und wurde anschließend eine wichtige Anlaufstelle für die tschechischen Flüchtlinge in Österreich. Ende der 1960er Jahre verkaufte er, ins Pensionsalter gekommen, Buchhandlung und Verlag, blieb aber im Kulturleben Wiens weiter aktiv. So verbanden ihn jahrzehntelange Freundschaften mit dem Philosophen Friedrich Heer, dem Burgtheaterdirektor Ernst Haeussermann, dem Zukunftsforscher Robert Jungk und anderen kulturellen Vordenkern in Österreich.
1978 gründete Englander die „Arbeitsgemeinschaft Nein zu Zwentendorf“, deren Organisator er bis 1983 war. Diese ARGE war die wichtigste Organisation der Atomgegner anlässlich der Volksabstimmung über die Inbetriebnahme des Kernkraftwerkes Zwentendorf und zählte rund 50 Mitgliedsinitiativen. Englander trug wesentlich zum Abstimmungs-Nein bei.
Nach der gewonnenen Volksabstimmung gründete der inzwischen 72-Jährige 1979 den „Weltkongreß Alternativen und Umwelt“, den er bis zuletzt als Generalsekretär leitete. Präsident dieses weltweiten Diskussionsforums war Nobelpreisträger Konrad Lorenz. Der erste „Weltkongreß Alternativen und Umwelt“ fand 1979 im Wiener Künstlerhaus statt (150 Referenten, davon 12 Nobelpreisträger). Weitere folgten 1984 in Maastricht/NL, 1985 auf einem Donauschiff zwischen Passau und Ruse (Bulgarien), 1987 in der Hofburg in Wien und 1991 in Prag. Wie auch der erste, so war auch dieser letzte Kongress besonders wirkungsvoll, trug er doch erstmals die Umweltanliegen in die wieder demokratisch gewordenen Staaten Ostmitteleuropas, vor allem die Debatte um die Risiken der Atomtechnologie.
Alois Englander gründete 1982 die Partei Vereinte Grüne Österreichs (VGÖ), die erste überregionale österreichische Grüne Partei, von denen er sich auf Grund ihrer Entwicklung hin zu rechten Positionen bereits im März 1983 distanzierte.
Gemeinsam mit dem Chemiker und Universitätsprofessor Heinrich Noller und dem Organisationsreferenten der VGÖ, Günter Ofner, die beide ebenfalls die VGÖ verlassen hatten, gründete er die Gruppe Grüne Demokraten. Diese gab von 1983 bis 2001 die Zeitschrift UMFELD heraus, die zeitweise großen Einfluss auf die Grünbewegung in Österreich hatte.
1984 gehörte Englander zu den Geburtshelfern der Hainburg-Bewegung und schließlich 1986 als Mitglied des Hainburger Einigungskomitees zum Mitbegründer der Grünen Alternative (heute GRÜNE).
Englander, der sich 1992 weitgehend aus dem politischen Leben zurückgezogen hatte, verstarb am 13. Februar 1996 nach längerer Krankheit in einem Wiener Krankenhaus.

## Auszeichnungen
1990 wurde ihm für seine Verdienste im Kampf gegen die Kernkraft von der Republik Österreich der Titel Professor verliehen.
1991 ehrte ihn die Universität Sofia für seine ökologischen Verdienste durch die Ehrendoktorwürde, welche in Österreich nostrifiziert wurde.